# SDSS J122253.07+280641.5
SDSS J122253.07+280641.5 ist eine Spiralgalaxie vom Hubble-Typ Sc im Sternbild Coma Berenices am Nordsternhimmel, die schätzungsweise 912 Millionen Lichtjahre von der Milchstraße entfernt ist. Vermutlich bildet sie gemeinsam mit IC 3234 ein gravitativ gebundenes Galaxienpaar.

Im selben Himmelsareal befinden sich u. a. die Galaxien IC 3212, IC 3230, IC 3243, IC 3263.